# Günter Stemberger
Günter Stemberger (* 7. prosince 1940, Innsbruck) je rakouský judaista.

## Život
Po studiu teologie a judaistiky v Rakousku, Spojeném království ve Francii a v Itálii promoval roku 1967 v Innsbrucku. Po roce stráveném na Papežském biblickém institutu v Římě Stemberger začal pracovat jako vědecký asistent na Duke University v Durhamu (USA) a po vědecké stáži v Izraeli se roku 1972 vrátil do Rakouska. Pracoval na Institutu judaistiky Vídeňské univerzity, kde se roku 1974 habilitoval. Roku 1977 byl jmenován profesorem, emeritován byl roku 2009. V letech 1984–1986 zároveň působil na univerzitě v Kolíně nad Rýnem.

## Dílo

### Přeložené do češtiny
- Úvod do judaistiky. Praha : Vyšehrad, 2010. ISBN 978-80-7021-988-1.
- Talmud a midraš. Praha: Vyšehrad, 2011. ISBN 978-80-7429-065-7. Překlad Petr Sláma
- Klasické židovství: kultura a historie rabínské doby. Praha: Vyšehrad 2011, ISBN 978-80-7429-185-2. Překlad Marie Holá

### Nepřeložené do češtiny
- Die römische Herrschaft im Urteil der Juden. Darmstadt 1983, ISBN 3-534-09228-7.
- Studien zum rabbinischen Judentum. Stuttgart 1990, ISBN 3-460-06101-4.
- Pharisäer, Sadduzäer, Essener. Stuttgart 1991, ISBN 3-460-04441-1.
- Der Talmud: Einführung. Texte. Erläuterungen 4. Auflage, München 2008, ISBN 3-406-08354-4.
- Jüdische Religion. 6. Auflage, München 2009, ISBN 3-406-45003-2.
- Mekhilta de-Rabbi Jishma'el: Ein früher Midrasch zum Buch Exodus Berlin 2010, ISBN 978-3-458-70027-2.